# Kostel svatého Šimona a Judy (Milíkov)
Kostel svatého Šimona a Judy stojí v katastrálním území Milíkov u Mariánských Lázní v okrese Cheb. V roce 2000 byl Ministerstvem kultury České republiky prohlášen za kulturní památku ČR. Do roku 2005 byl farním kostelem římskokatolické farnosti v Milíkově náležející pod chebský vikariát diecéze plzeňské, po zániku farnosti 3. února 2005 se stal součástí chebské farnosti jako kostel filiální. Kostel je v majetku obce.

## Historie
Vedle bývalého zámku stála zámecká osmistěnná kaple s rodinnou hrobkou. V roce 1787 byla ke kapli přistavěna loď. V letech 1818–1820 probíhala přestavba do klasicistní podoby. Dne 24. dubna 1820 vypukl požár, při kterém vyhořelo 41 domů, zámek i kostel. Přesto byl kostel v roce 1820 dokončen. V roce 2000 byl prohlášen za kulturní památku ČR. V roce 2004 římskokatolická církev převedla kostel na obec Milíkov. Je využíván k církevním obřadům, setkávání rodáků, koncertům, výstavám a jiným kulturním a společenským akcím.

## Popis
Kostel je jednolodní zděná pozdně klasicistní orientovaná stavba postavena na půdorysu obdélníku s odsazeným čtvercovým závěrem. Na severní straně je sakristie obdélného půdorysu. V ose užšího předstupujícího západního průčelí s mělkým rizalitem je vestavěna hranolová věž. Kostel má valbovou střechu s vikýři, které mají sedlovou střechu. Průčelí je členěno lizénovými rámy a oběžnou korunní římsou a zdobnou římsou. Patra věže jsou oddělena římsami, z nichž korunní římsa zdobně obíhá hodinový ciferník. Věž je ukončena přilbou. Věžní okna jsou ukončena segmentovým záklenkem. Vstupní kamenný portál ve věži má pravoúhlý nadsvětlík a vodorovnou římsu. Velká okna lodi jsou ukončena půlkruhovým záklenkem a plochou šambránou. Menší stejná okna osvětlují schodiště na kruchtu.

### Interiér

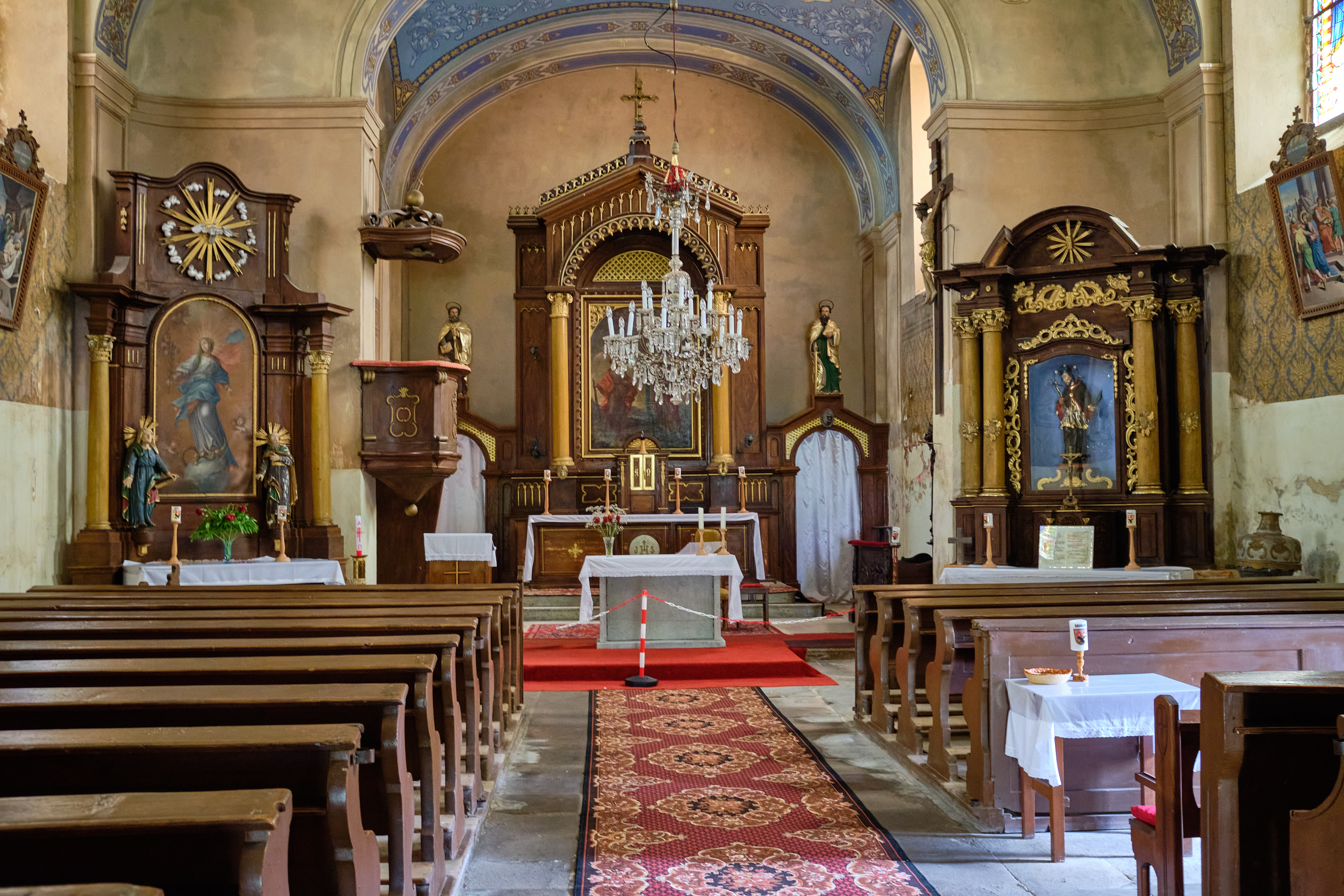
Interiér kostela

Stěny lodi jsou členěné pilastry, rohy jsou zakulacené. Loď a kněžiště jsou zaklenuty plackami oddělenými pasy. Výmalba napodobuje tapety se stylizovanými ornamenty. V západní části lodi je kruchta podepřená dvěma pilíři.
Novorománsky formovaný hlavní oltář z doby kolem poloviny 19. století nese oltářní obraz svatého Šimona a Judy, malovaný v pozdně barokních formách a signovaný pinxit Radler Joseph Egrae 1822, po stranách oltáře jsou plastiky svatého Petra a Pavla z doby kolem roku 1820. Boční oltář na evangelní straně má obraz s Pannou Marií z doby kolem roku 1800, jeho protějškem na epištolní straně je oltář se sochou svatého Jana Nepomuckého z druhé poloviny 18. století. V roce 1912 byly pořízeny varhany od Heinricha Schiffnera, varhanáře ve Cvikově a v Praze.